# نزوح الفلسطينيين من الكويت (1990–91)
حدث نزوح الفلسطينيين من الكويت أثناء حرب الخليج وبعدها. كان هناك ما يقرب من 357.000 فلسطيني يعيشون في الكويت قبل غزو العراق للبلاد في 2 أغسطس 1990. وفي 10 أغسطس/آب، قامت 20 دولة عربية، في قمة طارئة عقدت في القاهرة، بصياغة بيان ختامي أدان فيه الغزو العراقي للكويت ودعم قرارات الأمم المتحدة. أيدت اثنتا عشرة دولة عربية استخدام القوة، بينما رفضت الدول الثماني المتبقية، بما في ذلك منظمة التحرير الفلسطينية، الحل العسكري للغزو العراقي. ووفقا لصحيفة واشنطن بوست، أشارت تقارير أمريكية سرية إلى أن زعيم منظمة التحرير الفلسطينية آنذاك ياسر عرفات ضغط على الرئيس العراقي آنذاك صدام حسين لجعل انسحابه من الكويت مشروطا بانسحاب إسرائيل من الضفة الغربية وقطاع غزة ومرتفعات الجولان، وفي 12 أغسطس/آب، وأعلن صدام عرضه بالانسحاب المشروط. إن سياسة الحكومة الكويتية التي أدت إلى هذا النزوح كانت رداً على الموقف الذي اتخذته منظمة التحرير الفلسطينية. الذي كان شكلاً من أشكال العقاب الجماعي[بحاجة لمصدر]
بعد عملية عاصفة الصحراء، التي شهدت هزيمة القوات العراقية وطردها من الكويت على يد التحالف الذي تقوده الولايات المتحدة، أُجبر أكثر من 287.000 فلسطيني على مغادرة الكويت في مارس 1991 من قبل الحكومة والخوف من الانتهاكات من قبل قوات الأمن الكويتية.
وفي عام 2004 تحسن الوضع السياسي بين القيادة الفلسطينية والكويت مع صدور اعتذار رسمي من محمود عباس عن دعم منظمة التحرير الفلسطينية للاحتلال العراقي. وفي عام 2012، أعيد افتتاح السفارة الفلسطينية الرسمية في الكويت، وكان يعيش في الدولة حوالي 80 ألف فلسطيني.

## خلفية
قبل حرب الخليج، كان عدد الفلسطينيين في الكويت 357,000 نسمة، يشكلون حوالي 18 بالمائة من إجمالي سكان الكويت، الذي كان يبلغ حوالي 2 مليون نسمة في ذلك الوقت.
جاء هؤلاء المواطنون الفلسطينيون إلى الكويت على ثلاث مراحل مختلفة: 1948 ( الحرب العربية الإسرائيلية الأولى النكبة)، 1967 ( حرب 1967) و1973 ( حرب أكتوبر).

## الأحداث

### أثناء الاحتلال العراقي
خلال الغزو العسكري العراقي اللاحق للبلاد، فر بعض الفلسطينيين لأسباب مختلفة مثل الخوف من الاضطهاد، ونقص الغذاء والرعاية الطبية، والصعوبات المالية، والخوف من الاعتقال أو سوء المعاملة على حواجز الطرق من قبل القوات العراقية.

### نزوح مارس 1991
كانت حملة الكويت ضد الفلسطينيين رداً على تحالف الزعيم الفلسطيني ياسر عرفات ومنظمة التحرير الفلسطينية مع صدام حسين، الذي غزا الكويت في وقت سابق. وفي 14 مارس 1991، كان 200 ألف فلسطيني لا يزالون يقيمون في الكويت، من أصل 400 ألف في البداية. وأُجبر الفلسطينيون على مغادرة الكويت خلال أسبوع واحد في مارس/آذار 1991، بعد حرب الخليج الثانية من الغزو العراقي. وخلال أسبوع واحد من شهر مارس/آذار، رحل الفلسطينيين من الكويت بالكامل تقريباً إلى خارج البلاد. وقال كويتيون إن الفلسطينيين الذين يغادرون البلاد يمكنهم الانتقال إلى الأردن، لأن معظم الفلسطينيين يحملون جوازات سفر أردنية. ووفقا لصحيفة نيويورك تايمز، قال الكويتيون إن الغضب ضد الفلسطينيين كان كبيراً لدرجة أن هناك فرصة ضئيلة في أن يتمكن أولئك الذين غادروا خلال الغزو الذي دام سبعة أشهر من العودة، وأن عدداً قليلا نسبياً من أولئك الذين بقوا.

## ما بعد الكارثة
كان بعض الفلسطينيين الذين طردوا من الكويت يحملون الجنسية الأردنية. وفي عام 2004، أجلت الكويت زيارة مقررة لمحمود عباس، الرجل الثاني في منظمة التحرير الفلسطينية بعد الزعيم ياسر عرفات. نفى المسؤولون الفلسطينيون في البداية التقارير التي تفيد بأن ذلك كان بسبب رفض منظمة التحرير الفلسطينية الاعتذار عن دعمها للغزو العراقي للكويت عام 1990. ومع ذلك، في 12 ديسمبر 2004، اعتذر عباس، زعيم منظمة التحرير الفلسطينية الآن، عن دعم القيادة الفلسطينية للعراق وصدام حسين أثناء الغزو. وفي أول زيارة مسؤول فلسطيني كبير إلى الكويت منذ غزو عام 1990، قال عباس: "أقول نعم، نعتذر عن موقفنا تجاه الكويت". وفي عام 2012، أفيد أن هناك 80 ألف فلسطيني يعيشون في الكويت.

## أنظر أيضا
- تهجير الفلسطينيين 1948.

## الملحوظات
1. 1 2 3  Lesch، Ann M. (2005). "Kuwait". في Mattar، Philip (المحرر). Encyclopedia of the Palestinians (ط. Rev.). New York: Facts on File  [لغات أخرى]‏. ص. 289–290. ISBN:0-8160-5764-8. اطلع عليه بتاريخ 2024-01-03 – عبر أرشيف الإنترنت.{{استشهاد بكتاب}}:  صيانة الاستشهاد: علامات ترقيم زائدة (link)
2. ↑  "Arafat's costly Gulf War choice". Al Jazeera (بالإنجليزية). Archived from the original on 2024-05-09. Retrieved 2024-01-11.
3. ↑  Anderson, Jack; Atta, Dale Van (26 Aug 1990). "WHY ARAFAT BACKED SADDAM". Washington Post (بالإنجليزية الأمريكية). ISSN:0190-8286. Archived from the original on 2024-04-26. Retrieved 2024-01-11.
4. ↑  Schulz، Helena Lindholm (2005). The Palestinian Diaspora. Routledge. ص. 6 7. ISBN:9781134496686. مؤرشف من الأصل في 2023-07-03. Regulations on residence were considerably tightened and the general environment of insecurity triggered a continuous Palestinian exodus.
5. ↑  Hicks، Neil (1992). Kuwait: Building the Rule of Law: Human Rights in Kuwait. Lawyers Committee for Human Rights. ص. 35. ISBN:9780934143493. مؤرشف من الأصل في 2023-12-16. There was a great exodus of Palestinians from Kuwait during July and August, partly attributable to fear of abusive actions by the Kuwaiti security forces, but also brought about by economic necessity.
6. 1 2 3  Hatuqa، Dalia (15 أبريل 2013). "Palestinians Reopen Embassy In Kuwait After Two Decades". المونيتور. مؤرشف من الأصل في 2022-05-22. اطلع عليه بتاريخ 2013-10-28.
7. ↑  مجلة الدراسات الفلسطينية: Palestinians in Kuwait (1991) by Ann M. Lesch. نسخة محفوظة 2023-10-22 على موقع واي باك مشين.
8. 1 2  Schulz، Helena Lindholm (2005). The Palestinian Diaspora. Routledge. ص. 67. ISBN:9781134496686. مؤرشف من الأصل في 2023-07-03. During autumn 1990 more than half of the Palestinians in Kuwait fled as a result of fear or persecution
9. ↑  Islamkotob. "History of Palestine". ص. 100. مؤرشف من الأصل في 2023-10-30.
10. ↑  Hockstader، Lee (10 فبراير 1998). "PLO Leaders Mute Support For Saddam This Time". واشنطن بوست. مؤرشف من الأصل في 2017-08-27. اطلع عليه بتاريخ 2023-10-22.
11. 1 2 3  Ibrahim، Youssef M. (14 مارس 1991). "AFTER THE WAR: Kuwait; Palestinians in Kuwait Face Suspicion and Probable Exile". The New York Times. مؤرشف من الأصل في 2022-01-02.
12. ↑  Yann Le Troquer and Rozenn Hommery al-Oudat (Spring 1999). "From Kuwait to Jordan: The Palestinians' Third Exodus". Journal of Palestine Studies. ج. 28 ع. 3: 37–51. DOI:10.2307/2538306. JSTOR:2538306.
13. 1 2 3  "Palestine apology to Kuwait". www.telegraph.co.uk. 12 ديسمبر 2004. مؤرشف من الأصل في 2023-10-19.
14. ↑  Abbas apology to Kuwait over Iraq نسخة محفوظة 2018-10-19 على موقع واي باك مشين., BBC News, December 12, 2004